# Стенвинкель, Ганс ван
Ганс ван Стенвинкель (дат. Hans van Steenwinckel, род. до 1639, Копенгаген — ум. 1700, там же) — датский архитектор и скульптор фламандского происхождения.

## Жизнь и творчество
Гван Стенвинкель происходил из фламандской фамилии архитекторов и скульпторов; его отцом был придворный архитектор датского короля Кристиана IV Ганс ван Стенвинкель-младший. В 1664 году Стенвинкель женится, и с 1667 года имеются свидетельства о его деятельности как скульптора. В 1669 году он становится королевским архитектором и работает под началом королевского генерального строителя Ламберта ван Гавена.
В Датской королевской библиотеке сохранились созданные Г.ван Стенвинкелем планы, по которым были построены городские ворота Нёррепорт (1670, снесены в 1857 году), замок Вординбог (1670—1673), капелла церкви св. Петра в Копенгагене (1681), госпиталь св. Марии (1684—1686), две пороховые башни (1688—1690), а также одно из зданий — предшественников дворца Эрмитаж в Клампенборге. Г.ван Стенвинкель также спроектировал дворец Шарлоттенборг в Копенгагене.